# Ménilmontant (potok)
Potok Ménilmontant (ruisseau de Ménilmontant) je bývalý potok v Paříži.

## Historie
Potok vznikal z více pramenů na návrších Ménilmontant, Belleville, Montmartre a Le Pré-Saint-Gervais. Původně tekl přes Ménilmontant a vléval se na pravém břehu do Seiny v prostoru dnešního Bassin de l'Arsenal.
První písemná zmínka o tomto vodním toku se nachází v listině krále Dagoberta I. z roku 629, který povoloval jarmark na místě zvaném pasellus Sancti-Martini. Potok se také zmiňuje v listině Childebert I., kde je nazýván Savara.
S nárůstem pařížské populace bylo třeba zajistit svod odpadních vod. Od 16. století byl potok Ménilmontant sveden do kanalizace a tím byl změněn jeho tok. Tekl nyní podél severních hranic města poblíž současných Velkých bulvárů. Jeho cesta začínala na dnešním Place de la République, poté se potok stáčel k západu přes ulice Rue du Château-d'Eau, Rue des Petites-Écuries, Rue Richer, Rue de Provence, Rue Roquépine, Rue de Penthièvre, Rue du Colisée a Rue Marbeuf. Mezi mostem Alma a Place du Trocadéro poblíž Rue Gaston-de-Saint-Paul se vléval do Seiny. Následným rozšířením města potok Ménilmontant zcela zmizel. Jeho pozůstatkem je název malé ulice Passage du Ruisseau-de-Ménilmontant ve 20. obvodu.